# SpVg Blau-Weiß 90 Berlin
SpVg Blau-Weiß 90 Berlin is een Duitse voetbalclub, spelend in Berlijn.

## Geschiedenis
De club werd in 1992 opgericht als SV Blau Weiss Berlin na het faillissement van SpVgg Blau-Weiß 1890 Berlin, dat vijf jaar eerder nog in de Bundesliga speelde. De club beschouwt zichzelf als de onofficiële opvolger van Blau-Weiss 1890 en moest helemaal onderaan de voetbalpyramide starten in de Kreisklasse C, toen de tiende klasse. Na twee titels op rij werd de club in 1995 vicekampioen en promoveerde via de eindronde naar de Bezirskliga, waar ook meteen de titel behaald werd. De volgende jaren ging de club in de Landesliga spelen en eindigde meestal in de middenmoot, behalve in 2001 toen de vicetitel behaald werd. In 2006 degradeerde de club naar de Bezirksliga, toen de zevende klasse, intussen de achtste. In het seizoen 2012/2013 werd de club kampioen van de Bezirksliga Berlin en promoveerde daardoor naar de Landesliga Berlin. In juni 2015 nam de club de huidige naam  aan. In 2016 promoveerde de club naar de Berlin-Liga. In 2018 promoveerden ze naar de Oberliga. Ondanks een zevende plaats in 2023 trok de club zich vrijwillig terug naar de Berlin-Liga. De club ging een samenwerking aan met SV Tasmania Berlin, zonder officieel te fuseren. In de praktijk betekende dit dat de beste spelers na dit seizoen overgeheveld werden naar Tasmania. 